# Амфитеатър на Нерон
Амфитеатърът на Нерон (на латински: Amphitheatrum Neronis) е древноримски амфитеатър построен през 1 век на Марсово поле в Рим.

## Местоположение
Точното място, на което е била изградена сградата не е известно. Една от изтъкваните възможности е тя да се е намирала върху останките на Амфитеатърa на Статилий Тавър, но по-голяма тежест се предава на хипотезата, че търсеното място е в близост до разрушения Амфитеатър на Калигула, за който се смята, че е бил непосредствено на север от Септа Юлия.

## История
Според Тацит работата по изграждането на сградата започва в годината на второто консулство на Нерон с колега Луций Калпурний Пизон, т.е. 57 г. Според друга версия императорът е изкал да замени разрушения от големия пожар в Рим през 64 г. амфитеатър на Тавър, който е бил първият каменен такъв в града. Строителството е завършено само за около година и амфитеатърът е открит от императора с гладиаторски битки. По-нататъшната съдба на сградата остава неясна като в зависимост от датата на построяването си амфитеатърът вероятно е бил унищожен или от пожара през 64 г. или от този през 80 г.

## Описание
Внушителния по размер Амфитеатър на Нерон е имал каменни основи облицoвони с мрамор, но главната част от сградата е била изградена от дърво и покрита с тента притежаваща вид на небе обсипано със звезди. Сградата е предизвиквала възхищение у своите съвременници, за което говорят оставеното в еклогите на поета Тит Калпурний Сикул описание. В него се говори за голямата височина на амфитеатъра, за скъпата интериорна украса от скъпоценни камъни и златото по портиците. Според Плиний Стари, за да украси сградата Нерон е изпратил специална мисия в търсене на подходящи скъпоценни камъни от Панония до Балтийско море, която се завърнала с многобройни ценности. Впечатление са правили и две специални мрежи от златни нишки и спускани от бели слонски бивни по-дълги от плугове служили за предпазване на публиката от дивите животни пускани на арената. Самата арена е била отделена от трибуните за зрители с мраморна стена.